# Jaguar Mark II
La MK2, nota anche come Mark II è un'autovettura di lusso prodotta dalla Jaguar dal 1959 al 1967 solamente in versione berlina. 

Fu sostituita da due modelli, la 240 e la 340, che vennero commercializzati dal 1967 al 1969.

## Contesto
La MK2 successe alla 2.4-litre ed alla 3.4-litre, prodotte dal 1957 al 1959. Quando fu lanciata la MK2, le due vetture vennero ridenominate, retrospettivamente, Mark I. Quest'ultima non era stata esente da critiche, sia per il comportamento stradale poco sportivo (soprattutto della 2.4) che per alcune soluzioni tecniche non all'avanguardia (come i freni a tamburo), così, nel 1959, la Casa decise di aggiornarla per adeguarla al nuovo decennio.
Le modifiche furono notevoli, sia sotto l'aspetto estetico che sotto quello tecnico.
Il restyling della carrozzeria si concentrò sulle portiere (con montanti, ora cromati, più sottili e superficie vetrata più ampia), sulla coda (parzialmente ridisegnata), sul parafango posteriore (ridisegnato), su parabrezza e lunotto (ampliati) e, in misura minore, sul frontale (gruppi ottici secondari circolari e mascherina leggermente modificata).
Anche gli interni furono oggetto di rivisitazione, soprattutto la plancia, la strumentazione ed i sedili.

## La Mark II

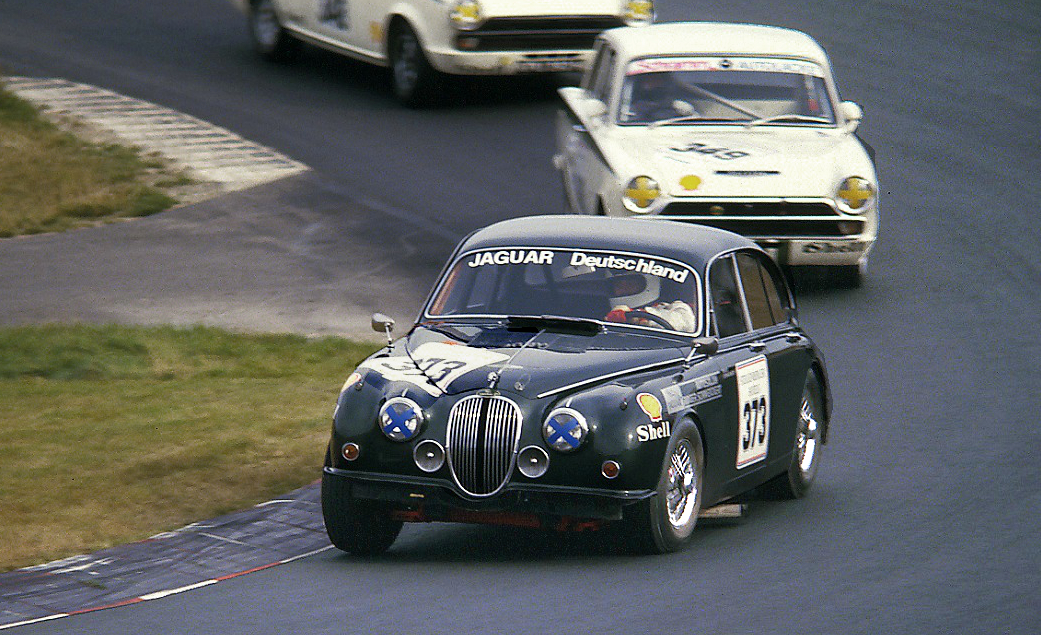
Una Jaguar Mk II da competizione

La MK2 era una vettura veloce, spaziosa e dalla linea gradevole e seguiva quindi la massima più nota di Sir William Lyons: "grace, pace and space" (cioè "grazia, andatura e spazio", dove per andatura si intendeva "velocità", "brillantezza di marcia"). Era offerta con tre motori, che si differenziavano dalla cilindrata. Tutti e tre erano propulsori della Jaguar XK. Il più piccolo aveva una cilindrata di 2.483 cm³ (2,4 L) ed erogava 120 CV di potenza (più potente di quello della Mark I, grazie alla nuova testata), quello medio era di 3.442 cm³ (3,4 L, 210 CV) ed il motore più grande di 3.781 cm³ (3,8 L, 220 CV). Quest'ultimo era analogo al motore da 3,8 L utilizzato sulla E-Type, dato che aveva componenti in comune come il monoblocco, l'albero a gomiti, le bielle ed i pistoni. I due motori avevano però differenti condotti d'aspirazione ed un diverso impianto d'alimentazione; infatti, in riferimento a quest'ultimo, la E-Type possedeva tre carburatori SU, mentre la Mark II solamente due. Di conseguenza la potenza della Mark II era inferiore di 45 CV. La testata del motore della Mark II possedeva condotti curvi al contrario di quelli installati sul propulsore della E-Type, che erano invece diritti. Per i mercati al di fuori di quello statunitense, gli esemplari che montavano i motori da 3,4 L erano equipaggiati con due carburatori SU mentre quelle con il propulsore da 2,4 L avevano installati due carburatori Solex. Per il mercato statunitense, gli esemplari con motore da 3,4 L e 3.8 L utilizzavano tre carburatori Solex.
I freni divennero a disco su tutte le ruote, mentre il cambio manuale, sempre a 4 rapporti con overdrive, era completamente nuovo (e di produzione Jaguar con, fino al 1964, la prima velocità non sincronizzata). Le due versioni di cilindrata maggiore potevano essere equipaggiate, in alternativa, con un cambio automatico a 3 rapporti. Le versioni manuali di 3,8 litri avevano di serie il differenziale autobloccante (optional sulle 3.4 "manuali").
Derivata dalla MK2 era la Daimler 250 V8 (nei mercati europei era nota come Daimler 2,5 V8, ed in seguito come Daimler V8 250), che aveva installato un motore Daimler da 2,5 L. Questo propulsore fu utilizzato per la prima volta sulla Daimler SP250, la quale era conosciuta inizialmente come Daimler Dart, ma "Dart" era un marchio registrato della Dodge e la vettura fu quindi ridenominata a seguito di una controversia legale. Questo motore era fabbricato in lega d'alluminio e quindi era più leggero del motore Jaguar a sei cilindri, il cui monoblocco era fabbricato in ghisa. Avendo minor peso, era ridotta la massa che premeva sulle ruote anteriori, e quindi veniva diminuito il sottosterzo rispetto alle versioni con motore derivato dalla XK, che erano più in difficoltà nelle curve. I modelli Daimler erano riconoscibili dalle caratteristiche scanalature ondulate che erano incorporate nella calandra cromata, che sostituivano il marchio e la statuetta della Jaguar.

## La240, la340e la380
La produzione della MK2 terminò nel settembre del 1967. Il modello fu sostituito dalla 240 e dalla 340, i cui nomi richiamavano la cilindrata del motore installato, cioè 2,4 L e 3,4 L. Vennero anche fabbricati 12 esemplari di 380, con motore da 3,8 L, ma non si arrivò alla produzione di serie.
La 240 e la 340 erano modelli di transizione che furono commercializzati per colmare la lacuna fino al lancio della XJ nel settembre del 1968. La produzione della 340 terminò quasi immediatamente, mentre la 240 continuò ad essere fabbricata fino all'aprile del 1969; il suo prezzo era 1.364 sterline, quindi 20 sterline in meno della 2.4-litre del 1956.
Il prezzo relativamente basso dei nuovi modelli 240 e 340 era motivato anche dal fatto che la pelle sintetica sostituì quella naturale, oltre che dall'installazione di paraurti più economici. Altri cambiamenti furono la sostituzione con prese d'aria circolari dei fendinebbia, i quali divennero un optional per il mercato britannico. Il prezzo fu ridotto per competere con la Rover P6.
Le prestazioni della 240 vennero migliorate, rispetto alla 2.4-litre, rendendo più performante la testata del motore 2,4 L con l'arrivo dei condotti di aspirazione diritti, mutuati dalla E-Type, e adottando due carburatori SU. Grazie a questi miglioramenti, il veicolo poteva superare i 170 km/h, il che era superiore rispetto alla velocità massima raggiunta dalla 2.4-litre MK2, e ciò portò ad un leggero aumento delle vendite.
La Jaguar sostituì la 240 e la 340 con la XJ nel settembre del 1968.

## Esemplari prodotti
Della Mark II, dal 1959 al 1967, vennero prodotti 83.976 esemplari, così suddivisi per tipo di motore:
- 2,4 L di cilindrata – 25.173 esemplari;
- 3,4 L di cilindrata – 28.666 esemplari;
- 3,8 L di cilindrata – 30.141 esemplari.

Della 240, della 340 e della 380, dal 1967 al 1969, la produzione totale fu di 7.246 esemplari, così ripartita per modello:
- 240 – 4.446 esemplari;
- 340 – 2.788 esemplari;
- 380 – 12 esemplari (non entrò mai in produzione di serie).

## Prestazioni

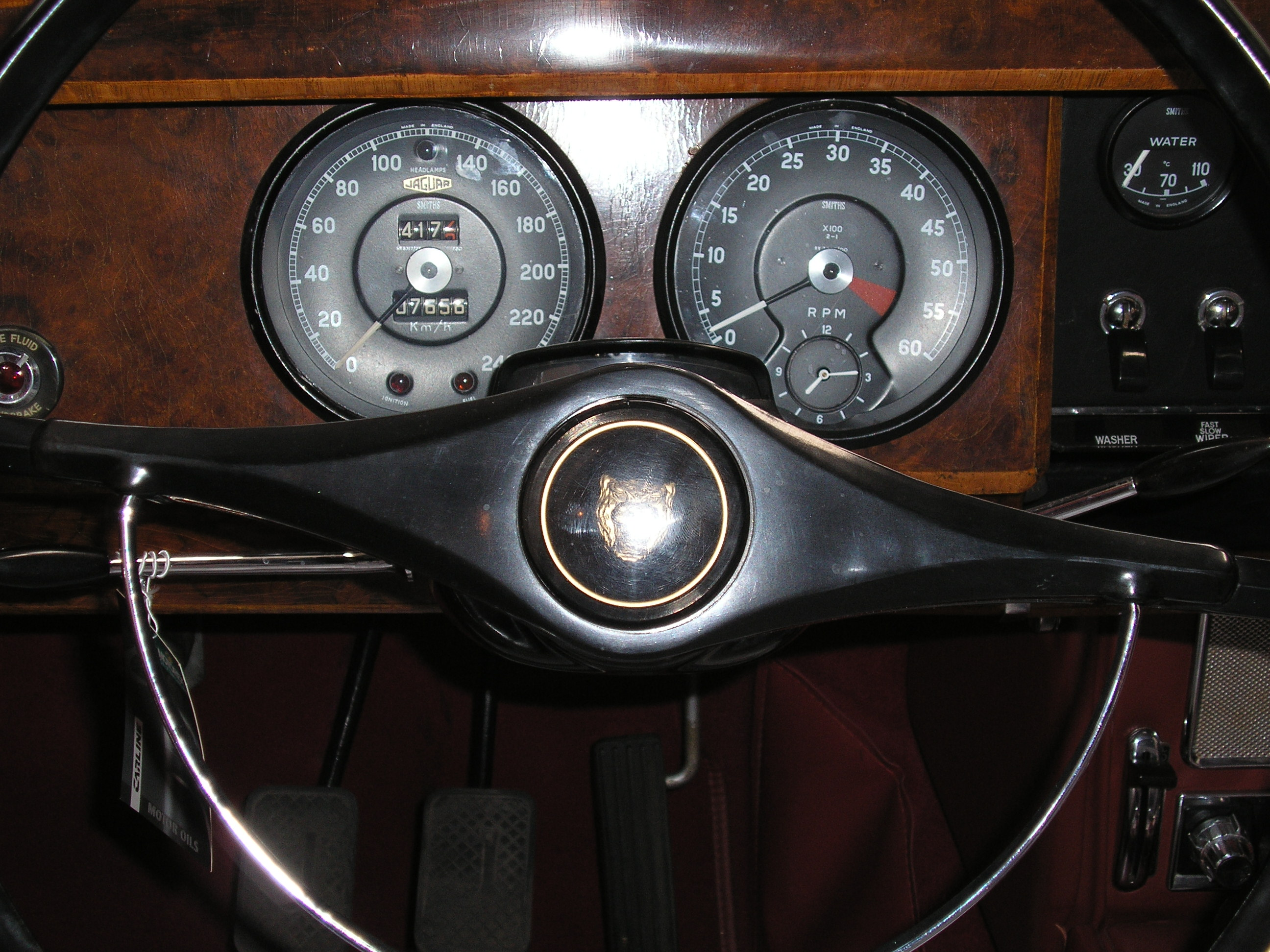
Il volante ed il quadro strumenti di una MK2

Un esemplare di MK2 con motore di 3,4 L e trasmissione automatica fu provato dal settimanale The Motor nel 1961. Venne registrata una velocità massima di 193 km/h ed un'accelerazione da 0 a 97 km/h di 11,9 secondi. Il consumo di carburante medio fu di 14,9 L/100 km. Il modello utilizzato nel test costava 1.951 sterline tasse di 614 sterline incluse.
La MK2 con motore da 3,8 L e 220 CV di potenza poteva accelerare da 0 a 97 km/h in 8,5 secondi ed era in grado di raggiungere una velocità massima di 201 km/h.

## Competizioni automobilistiche
La MK2 ha partecipato con successo al Campionato Europeo Turismo, aggiudicandosi l'edizione del 1963. Si è imposta, inoltre, nel Tour de France automobile del 1960, del 1961, del 1962 e del 1963.

## L'influenza sulle Jaguar successive
Le linee del corpo vettura della Mark II, che derivavano da quelle della Mark I, hanno ispirato due modelli Jaguar successivi, la S-Type, introdotta nel 1999, e la X-Type, lanciata nel 2001.

## In dotazione alle forze dell'ordine

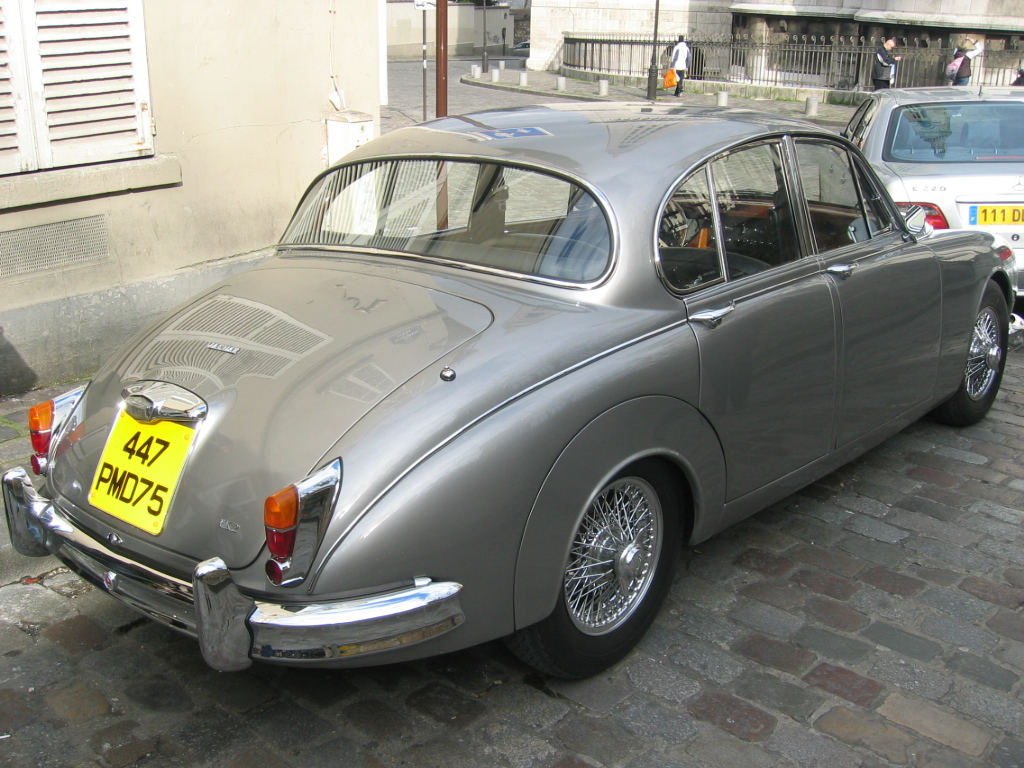
Il retro di una Jaguar MK2

La MK2 acquisì una reputazione di modello adatto ad essere utilizzato tra i criminali e le forze dell'ordine; infatti, la versione con il motore da 3,8 L di cilindrata era particolarmente veloce e prestante, grazie ai 220 CV di potenza del suo propulsore. Ciò gli permetteva di accelerare da 0 a 97 km/h in 8,5 secondi e di raggiungere la velocità massima di 201 km/h. Per questo motivo la MK2 fu molto popolare tra i malviventi britannici, che la utilizzavano per le fughe, ma fu anche celebre tra la Polizia che l'adoperava per pattugliare le autostrade.

## La Mark II nei media
La MK2 è anche famosa per essere stata utilizzata dal protagonista nella serie TV Ispettore Morse, anche se la vettura di Morse era la versione meno desiderabile, cioè quella da 2,4 L che aveva, in aggiunta, ruote in acciaio e tetto in vinile. Era spesso protagonista delle scene con un rumore del motore che non era quello originale, dato che veniva aggiunto nella post produzione. Nel novembre del 2005, la vettura usata nella serie televisiva fu venduta per più di 100.000 sterline dopo un restauro totale (nel suo stato precedente, ancora da restaurare, venne quotata 53.000 sterline, cioè circa 45.000 in più rispetto ad un esemplare normale).
Nel romanzo di Colin Dexter, che ispirò la serie televisiva, l'ispettore Morse guidava una Lancia, ma l'attore protagonista della serie TV insistette per l'utilizzo, nel telefilm, di una vettura britannica.
La MK2 è anche la vettura del professor Lancelot Edward Forster, protagonista del celebre teleromanzo "Il Segno del Comando", messo in onda dalla RAI nel 1971.